# Vancouver Grizzlies 1997-1998
La stagione 1997-98 dei Vancouver Grizzlies fu la 3ª nella NBA per la franchigia.
I Vancouver Grizzlies arrivarono sesti nella Midwest Division della Western Conference con un record di 19-63, non qualificandosi per i play-off.

## Roster
| N° | Naz.                   | Ruolo | Sportivo            | Anno | Alt. | Peso |
| -- | ---------------------- | ----- | ------------------- | ---- | ---- | ---- |
| 3  | Stati Uniti (bandiera) | A     | Shareef Abdur-Rahim | 1976 | 206  | 102  |
| 5  | Stati Uniti (bandiera) | G     | Chris Robinson      | 1974 | 196  | 91   |
| 6  | Stati Uniti (bandiera) | GA    | Sam Mack            | 1970 | 201  | 100  |
| 6  | Stati Uniti (bandiera) | GA    | Larry Robinson      | 1968 | 191  | 82   |
| 7  | Stati Uniti (bandiera) | G     | Anthony Peeler      | 1969 | 193  | 94   |
| 9  | Stati Uniti (bandiera) | A     | George Lynch        | 1970 | 203  | 99   |
| 10 | Stati Uniti (bandiera) | AC    | Otis Thorpe         | 1962 | 206  | 102  |
| 11 | Stati Uniti (bandiera) | G     | Lee Mayberry        | 1970 | 185  | 78   |
| 12 | Stati Uniti (bandiera) | G     | Bobby Hurley        | 1971 | 183  | 75   |
| 23 | Stati Uniti (bandiera) | AC    | Pete Chilcutt       | 1968 | 208  | 104  |
| 30 | Stati Uniti (bandiera) | GA    | Blue Edwards        | 1965 | 193  | 91   |
| 33 | Stati Uniti (bandiera) | G     | Antonio Daniels     | 1975 | 193  | 88   |
| 34 | Stati Uniti (bandiera) | A     | Michael Smith       | 1972 | 203  | 104  |
| 40 | Stati Uniti (bandiera) | A     | Ivano Newbill       | 1970 | 206  | 111  |
| 44 | Stati Uniti (bandiera) | A     | Tony Massenburg     | 1967 | 206  | 100  |
| 50 | Stati Uniti (bandiera) | C     | Bryant Reeves       | 1973 | 213  | 125  |

## Staff tecnico
- Allenatore: Brian Hill
- Vice-allenatori: Lionel Hollins, Jim Boylan, Jack Nolan
- Vice allenatore/scout: Lawrence Frank
- Preparatore fisico: Rob Hackett